# Bonda (Burkina Faso)
Pour les articles homonymes, voir Bonda.
Bonda est une commune rurale située dans le département de Zimtenga dela province de Bam dans la région Centre-Nord au Burkina Faso. En 2006, la ville comptait 852 habitants dont 53% de femmes.